# Ted Noten

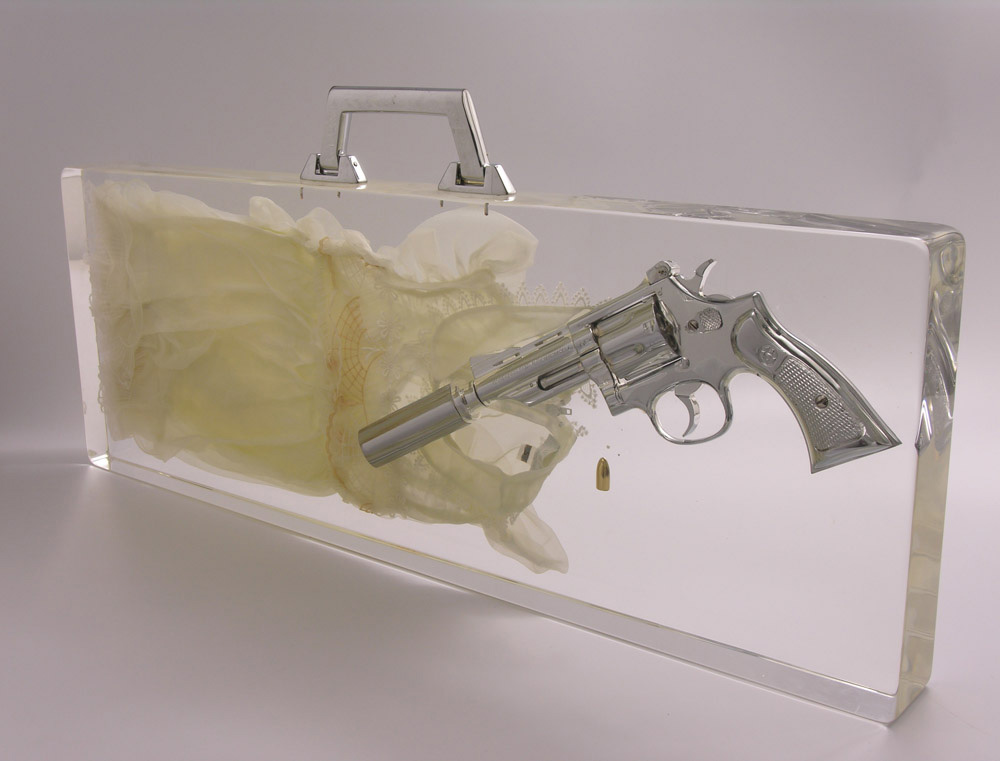
De vermoorde onschuld

Ted Noten (Tegelen, 18 december 1956) is ontwerper van tassen sieraden, werkzaam in Amsterdam. Hij kreeg zijn opleiding tot sieraadontwerper aan de Academie Beeldende Kunsten Maastricht en aan de Rietveldacademie in Amsterdam.
Noten werd bekend door zijn tassen en sieraden waarbij voorwerpen werden ingegoten in blokken acrylaat. Tot de verwerkte objecten behoren een snufje cocaïne, dierbare ringen, een dood muisje met een kleine parelketting en echte pistolen. Hij maakte ook een tiara voor prinses Máxima als bescherming tegen relschoppers. Bij de vervaardiging van sieraden maakt Noten regelmatig gebruik van 3D-printers.
In 2004 vond in Arti et Amicitiae te Amsterdam de happening A Robot and a Ring plaats waarbij een robotarm een ring van acryl van de hand van Noten uit een kluis haalde en aan het publiek liet zien.
In 1998 ontving hij de Herbert Hofmann-Preis, in 2003 de eerste Harrie Tillieprijs en in 2008 voor zijn oeuvre de Françoise van den Bosch Prijs, ontworpen door Noon Passama en uitgereikt door de Stichting Françoise van den Bosch.
Noten is door de Stichting Kunstweek uitgeroepen tot Kunstenaar van het jaar 2012.

Ted Noten stond centraal in de heropeningstentoonstelling van het Stedelijk Museum 's-Hertogenbosch, voorjaar-zomer 2013.